# Цейлон (лек крайцер, 1942)
Цейлон (на английски: HMS Ceylon (30), от на английски: Ceylon – Цейлон) е лек крайцер на Британския Кралски флот, от времето на Втората световна война. Главен кораб на крайцерите тип „Цейлон“ (познати и като Colony или Crown Colony втора серия). Заложен в корабостроителницата Alexander Stephen and Sons в Гован на 27 април 1939 г. Крайцерът е спуснат на вода на 30 юли 1942 г. и влиза в строй на 13 юли 1943 г. През 1960 г. крайцерът е продаден на Перу.

## История на службата
След влизането си в строй „Цейлон“ два месеца се намира в състава на Флота на метрополията. След това е насочен в Източния флот, в състава на който участва в бойните операции против Япония. През октомври 1945 г. корабът се връща във Великобритания за основен ремонт и преоборудване.
През март 1950 г. „Цейлон“ отново влиза в състава на действащия флот, присъединявайки се към 4 крайцерска Източноиндийска ескадра. Крайцерът взема активно участие в Корейската война. Връща се в Портсмът през октомври 1954 г. за реконструкция. Между 1956 и 1959 г. „Цейлон“ е приписан към британския Средиземноморски флот.
На 18 декември 1959 г., „Цейлон“ отново се връща в Портсмът и на 9 февруари 1960 г. е продаден на перуанския флот и преименуван на „Коронел Болонези“ (на испански: BAP Coronel Bolognesi (CL-82)). Крайцерът е изключен от списъците на флота през 1980 г.

## Коментари
1. ↑  Префиксът е от на испански: Buque Armada Peruana – Кораб на перуанския флот.
2. ↑  Всички данни се привеждат към момента на влизане в строй.